# 監獄公主
《監獄公主》，2017年10月起於日本TBS電視台火10時段（22:00 - 22:54，JST）播出的電視連續劇，由小泉今日子主演。此劇為原創劇本，由知名編劇宮藤官九郎編寫，亦是小泉今日子睽違16年再度主演TBS電視台連續劇。

## 劇情概要
犯下罪行的五位女子，與憎恨犯罪的監獄女教官。原本看似不相容的兩方，雙方竟開始互通心思，為了替獄中一位揹上殺人冤罪的女囚洗清冤屈，而聯手策畫了一樁向某位男人的復仇計畫。然而，執行計畫的過程中卻狀況百出……。
究竟，在她們幾人之中會發生什麼樣的羈絆和友情？

## 製作經緯
編劇宮藤官九郎於2014年即有此劇本之構想，並已早一步於當時電視劇《SORRY青春！》的慶功宴當天向該劇的女主角滿島光邀戲。最早因想邀集自己所欣賞的女演員們一起合作，故事背景等構思其後才誕生。宮藤表示欲創作如過往作品《木更津貓眼》那般有著「速度感」的喜劇，並想以自由反常規的中年女子為主線，因此將背景設定在女子監獄。
此劇主要女演員皆演出過編劇宮藤的作品，主演的小泉為《曼哈頓愛情故事》、《小海女》等劇，坂井和滿島為《對不起青春！》、夏帆為舞台劇、森下為《木更津貓眼》、《流星之絆》、《自戀刑警》，僅有菅野美穗雖在電視劇《W的悲劇》和宮藤有對手戲，但為初次演出宮藤的劇本。

## 登場人物

### 主要人物
| 演員 （香港配音）                    | 角色           | 備註 |
| 小泉今日子 （黃玉娟）                | 馬場佳代（51） | 編號69號，綽號「冷靜」（冷静に），因刺殺不忠的丈夫未遂而被關進監獄的主婦，刑期5年，本姓榎木。 |
| 滿島光 幼年：根岸姫奈 （陳琴雲）     | 若井雙葉（32） | 劍道二段，原女子監獄的刑務官，綽號「老師」（先生），板橋吾郎的秘書。 |
| 伊勢谷友介 幼年：松本晃大 （雷霆）   | 板橋吾郎（40） | 小時候曾出演江戶之子優酪乳廣告的小小社長，曾犯下殺人罪行的EDO乳業（原江戶川乳業）帥氣社長，女囚們的復仇對象。 |
| 夏帆 （曾秀清）                      | 江戶川忍（30） | 編號114號，綽號「公主」（姫），江戶川乳業第三代社長江戶川德三郎的女兒，板橋吾郎的未婚妻，罪名為教唆殺人罪，判處12年徒刑。                                                                                          |
| 坂井真紀 （朱妙蘭）                  | 大門洋子（47） | 編號31號，綽號「女優」（女優），罪名為詐欺與盜領公款的女囚。服刑期間取得調酒師、高空作業、育兒師、鍋爐技師、簿記、乙級危險物處理、計算機、挖掘機、針灸師等證照。                                                         |
| 森下愛子 （陸惠玲）                  | 足立明美（59） | 編號24號，綽號「御姐」（姐御），赤坂高級夜總會媽媽桑。罪名為非法持有管制藥物的女囚。本姓橘。 |
| 菅野美穗 幼年：鎌田英怜奈 （劉惠雲） | 勝田千夏（40） | 編號18號，綽號「財總」（財テク），原為天才證券分析師。曾出版《存錢醜女》、《借錢醜女》、《迷茫醜女》三部曲、《監獄醜女的笑與淚》、《醜女也存了不少錢》、《醜女減稅》等作品，罪名為逃稅，在獄中有著如大姐般存在的女囚。 |

### 其他
| 演員 （香港配音）                                | 角色              | 備註                                                                                      |
| 塚本高史 （梁偉德）                              | 長谷川信彥（35）  | 檢察官。                                                                                  |
| 上川周作 （陳卓智）                              | 今池周太郎        | 檢察事務官。                                                                              |
| 猫背椿 （許盈）                                  | 小島悠里          | 編號56號，綽號「涮鍋廚」（しゃぶ厨），非法販賣興奮劑的女囚。                                      |
| 江井 （羅孔柔）                                  | Lin               | 編號106號，泰國人，罪名為恐嚇的女囚。                                                     |
| 阿比留優 （張頌欣）                              | 田中幸子          | 編號49號，綽號「幽靈」（オバケ），非法販賣興奮劑的女囚。                                  |
| 池津祥子 （蔡惠萍）                              | 高見澤            | 編號22號。                                                                                |
| 瑛蓮 （吳羨婷）                                  | 楊                | 編號101號，台灣人。                                                                       |
| 池田成志 （張炳強）                              | 護摩創            | 綽號芝麻哥，「自立與更新女子監獄」的獄長。                                                |
| BOB （張方正）                                   | 中谷              | 女子監獄待遇系總負責人。                                                                  |
| 大幡詩繪理 （葉曉欣）                            | 高山沙也香        | 女子監獄的公務事務官。                                                                    |
| 河井青葉 （曾佩儀）                              | 北見              | 女子監獄的主任。                                                                          |
| 川上友里 （魏惠娥）                              | 三原              | 女子監獄的刑務官。                                                                        |
| 角島美緒 （李潤知）                              | 島田              | 女子監獄的刑務官。                                                                        |
| 乙葉 （林元春）                                  | 板橋晴海          | 藝人，本姓西川，吾郎的妻子。                                                              |
| 前田虎徹 （魏惠娥）                              | 板橋勇介（5）     | 吾郎和忍的兒子。                                                                          |
| 雛形明子 （謝潔貞）                              | 横山由紀          | 吾郎大學時代開始的戀人，六本木夜總會媽媽桑。「爆笑乳酪公主案」受害人。                    |
| ナリット （鄧志堅）                              | Prince            | 泰國人，「爆笑乳酪公主案」行兇者，判刑8年，移送回泰國服刑。因泰王登基獲特赦，提早釋放了。 |
| 米村亮太朗 （張錦江）                            | 池畑              | 搜查一課警部。                                                                            |
| 押切萌 （鄭麗麗）                                | 押切萌 （鄭麗麗） | 模特兒，設計女子監獄的獄服。                                                              |
| 神尾楓珠 （李震權）                              | 馬場公太郎（17）  | 馬場佳代的兒子。                                                                          |
| 赤堀雅秋 （陳卓智）                              | 馬場武彥（46）    | 馬場佳代的丈夫。                                                                          |
| 高田純次 （潘文柏）                              | 足立鐵也          | 足立明美的丈夫，關東極端會第三代組長。                                                    |
| 柳原晴郎 （譚炳文）                              | 勝田孝保          | 勝田千夏的父親。                                                                          |
| 菜葉菜 （沈小蘭）                                | 小志              | 若井雙葉父親任職時的服刑者，若井雙葉喜歡讓她理髮。                                        |
| 田窪一世 （葉振聲）                              | 江戶川德三郎      | 江戶川忍的父親，江戶川乳業第三代社長。                                                    |
| 筒井真理子 （林丹鳳）                            | 江戶川民世        | 江戶川忍的母親。                                                                          |
| 前川清 （朱子聰）                                | 前川清 （朱子聰） | 女子監獄母親節活動特別來賓。                                                              |
| AMEMIYA （李錦綸） 全盛時期：伊勢谷友介 （雷霆） | 大洋泉            | 女優曾經喜歡的男演員。                                                                    |
| 内間政成 （張錦江）                              | 玉城              | 船屋店店長。                                                                              |

## 幕後人員
- 編劇：宮藤官九郎
- 導演：金子文紀、福田亮介、坪井敏雄、渡瀨曉彥
- 配樂：ONEMUSIC（日语：ワンミュージック）
- 主題曲：《Showtime》安室奈美惠
- 企劃、編審：磯山晶
- 編審：中島啓介
- 製作人：金子文紀、宮崎真佐子
- 製作：TBS電視台

## 播出日程
| 集數                                                   | 播出日期 | 標題 （日語標題） | 副標題 （日語副標題）                          | 導演     | 收視率 | 備註                    |
| ------------------------------------------------------ | -------- | ----------------- | ---------------------------------------------- | -------- | ------ | ----------------------- |
| 1                                                      | 10月17日 | 綁架 （誘拐）         | 最強美女軍團 VS.帥哥社長？ 展開緣分的對決 （最強美女軍団VSイケメン社長!? 因縁の対決が始まる） | 金子文紀 | 9.6%   | 延長15分鐘              |
| 2                                                      | 10月24日 | 收監 （収監）     | 監獄生活開幕戦 今夜決定！ 誰是最強女囚犯 （刑務所ライフ開幕戦 今夜決定! 最強の女囚は誰だ）  | 金子文紀 | 9.6%   |                         |
| 3                                                      | 10月31日 | 新人 （新人）     | 爆笑優格公主的秘密……淚的《越過天城》 （爆笑ヨーグルト姫の秘密…涙の天城越え）      | 福田亮介 | 6.5%   | 因球賽延遲1小時35分播出 |
| 4                                                      | 11月07日 | 祕密 （密）       | 她們的原由……背叛男子的會客室 （彼女たちの事情…裏切り男の面会室）              | 坪井敏雄 | 7.8%   |                         |
| 5                                                      | 11月14日 | 母性 （母性）     | 想保護這孩子！ 女囚犯們的育兒日記 （この子を守りたい! 女囚たちの育児日記）         | 渡瀬曉彥 | 8.0%   |                         |
| 6                                                      | 11月21日 | 奇蹟 （奇跡）     | 決定與團結 （決意と結束）                                | 金子文紀 | 7.9%   |                         |
| 7                                                      | 11月28日 | 告白 （告白）     | 甜蜜陷阱？ （ハニートラップ!?）                                | 坪井敏雄 | 5.5%   |                         |
| 8                                                      | 12月05日 | 糾結 （葛藤）     | 因為喜歡妳，才不想再見到妳…… （大好きだから、もう会いたくないの…）              | 渡瀨曉彥 | 6.6%   |                         |
| 9                                                      | 12月12日 | 俗世 （娑婆）     | 我果然是兇手……展開衝擊的最終章！ （やっぱり私が、犯人です…衝撃の最終章開幕!!）          | 坪井敏雄 | 8.2%   |                         |
| 10                                                     | 12月19日 | 重生 （更生）     | 大嬸們最後的勇氣及多管閒事！ （おばさん達の最後の勇気とお節介でっせ!）              | 金子文紀 | 7.1%   |                         |
| 平均收視率7.7%（收視率由Video Research於關東地區統計） |          |                   |                                                |          |        |                         |

## 獎項
- 銀河賞月間賞
- 第95回日劇學院賞
  - 劇本賞：宮藤官九郎
  - 女配角賞：滿島光